# Gozd Martuljek
Gozd Martuljek (IPA: [gɔst marˈtuːljɛk], régebbi nevén Rute IPA: [ˈruːtɛ]) egy falu Szlovéniában, a Júliai-Alpokban.

## Fekvése
Gozd Martuljek, névadója, a Martuljek-hegy lábánál terül el, közel az olasz, osztrák és szlovén hármas határhoz. Legközelebbi település: Kranjska Gora (5 km).

## Közlekedés
Hétköznapokon minden órában helyközi buszjárat érinti a falut.

## Története
Az első világháborút követően több fűrésztelep is volt a faluban, az ittlakók főként fakitermeléssel és gazdálkodással foglalkoztak. Manapság kedvelt üdülőhely.